# エロティカ

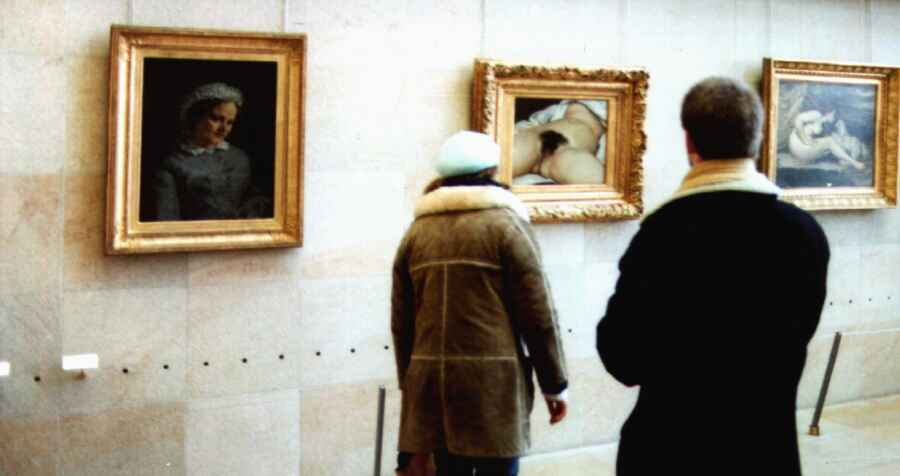
ギュスターヴ・クールベの『世界の起源』（中央）を鑑賞する人々

エロティカ（erotica、エロチカ、エロス作品、官能作品、性愛作品、ギリシャ語で性愛を意味する「エロス」より）は、エロティシズム（色情）を刺激したり性的興奮を起こしたりする官能的な描写を扱う文学（性愛文学・官能小説・好色文学）・写真・映画・絵画（春画など）・彫刻などの芸術作品を指す。
元々エロティカは、人間の肉体や性を、芸術的な意図やハイアートを制作するという抱負とともに描く作品を指す近代の用語で、商業的・金銭的な意図から制作されるポルノグラフィとは別とされる。

## 概要/エロティカとポルノの間、芸術とポルノの間

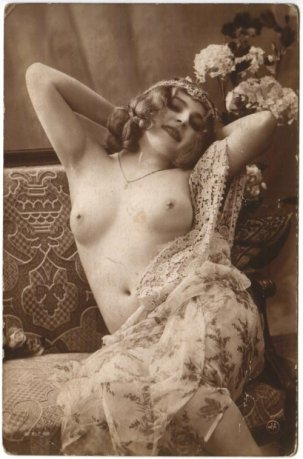
Fernande (Jean Agélou, 1878年-1921年)

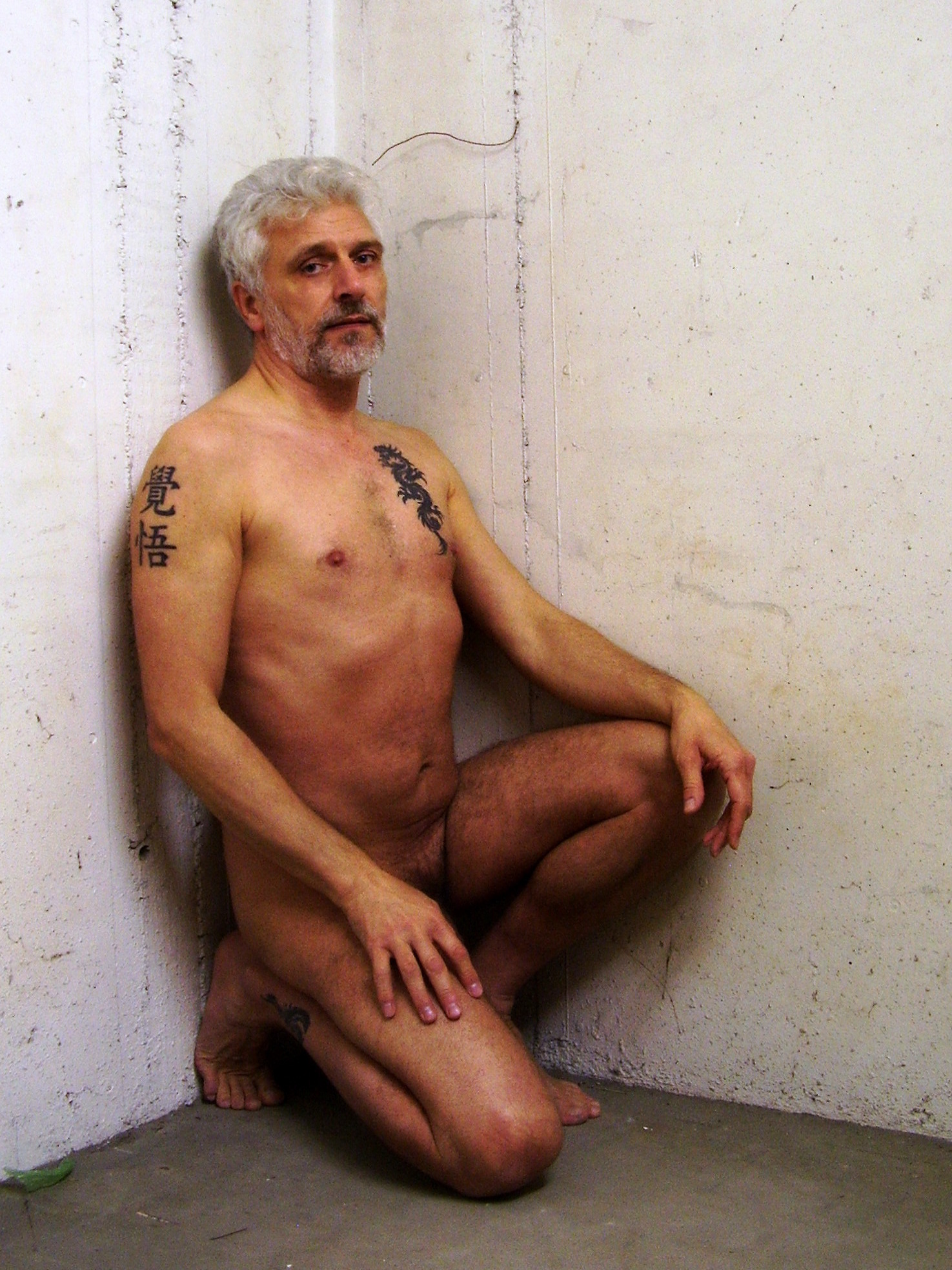
裸の男

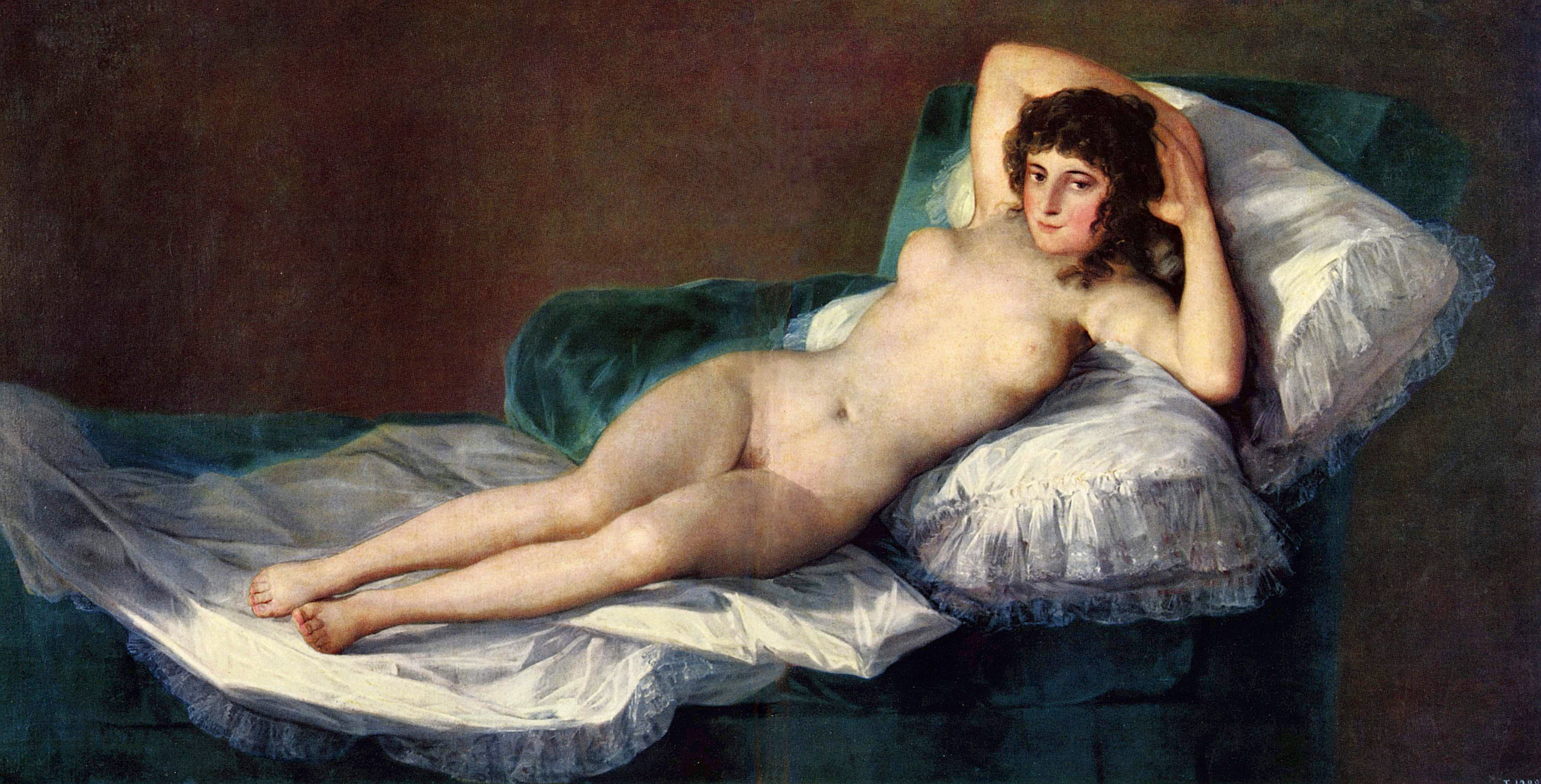
裸のマハ（1797年-1800年頃 プラド美術館所蔵）、 フランシスコ
・デ・ゴヤ (1878年 - 1921年)

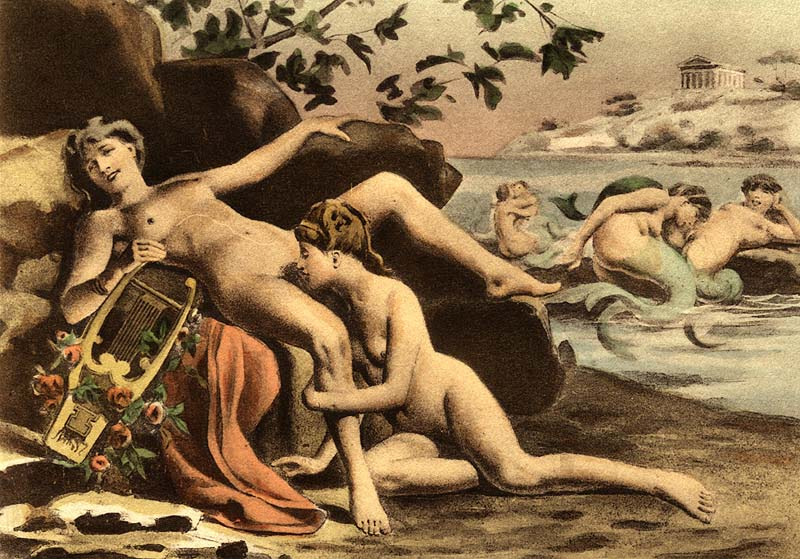
エドゥアール＝アンリ・アヴリルの描くサッポーのヌードと同性愛

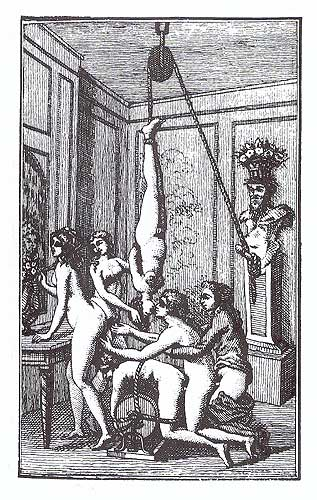
『ジュリエット物語あるいは悪徳の栄え』（Histoire de Juliette, ou les Prospérités du vice 、マルキ・ド・サド著）より

一般的には、「エロティカ」は、性的興奮を起こす素材を扱う作品のうち、芸術的・科学的な価値を意図したり残したりしているものを指し、「ポルノグラフィ」は、性を好色に描写し芸術的価値が少ないか全くないものを指す。
ケネス・クラークは『ザ・ヌード』において西洋絵画史における裸体表現のある作品を、性愛的含意を除外した「ヌード」、性愛的含意を含む「ネイキッド」とに分けた。クラークはネイキッドの指標は脱衣を連想させる意匠があることとし、たとえば裸身に帽子や靴、宝飾品などの装身具をつけた女性像は、脱衣を連想させるエロティックな身体と見なした。
エロティカとポルノグラフィ（あるいは性的娯楽作品）との違いを区別することは、不可能とはいわないまでも非常に難しい。エロティック・アートというものの存在を支持する立場からは、エロティカは性的な面白さより芸術的な面白さを追求するものであり、それゆえポルノとは違うとされる。しかし、エロティカも実際は性的興奮を起こすことを目的としているとして、このような主張を退ける意見もある。一方では、金儲けを目的としたポルノが、裸体芸術や性科学などの名目で公開されてきた歴史がある（例えば性科学映画など）。他方では、商業的目的で製作され、性を商業化するものとして糾弾されることのあるピンク映画などのポルノ映画やヌード写真の中には、制作者の作家性を見出され芸術作品として評価されるものもある。
エロティカとポルノとの間を区別することが可能かどうかという問題は、多くの複雑な疑問を生む。こうした疑問の中には、作品から起こされる美学的な感情と官能的な感情は互いに独立したもので切り離せるものかどうか、あるいは作品内の芸術性や商業性の度合いを客観的に計ることができるかどうか、どの時点で作品はポルノと呼ばれるのかどうか、などが含まれる。
こうしたことから、性を描いた小説や写真・映画などが、税関で没収されたり上映・出版・展覧に反対運動が起きたり禁止の措置が下されたりするような時、その作品を享受されるべき芸術作品とするか享受されるべきでないわいせつ物とみるかで様々な裁判や事件が発生してきた。
裸婦像は、ルネサンス以後のヨーロッパではギリシア神話などに仮託して描かれてきたが、しばしば弾圧や破棄の対象となってきた。17世紀のスペインでは裸婦像は禁じられ、異端審問所による没収や画家の処罰が行われた。裸婦を描くことが比較的自由であったフランスでも、ヌードを描いたレオナルド・ダ・ヴィンチの『レダと白鳥』が破棄されるなどの事件がおきている。しかし貴族階級では、芸術と道徳の問題を切り離して考える者もおり、王侯貴族は個人的に多数の裸婦像を所持したり描かせたりしてひそかに愉しんだ。
また、近代以前の女性の服飾は下半身をスカートで秘匿することで一貫していたため、本来隠されるべき足先や靴を露わにした作品が窃視症的な欲望を満たすモチーフとして好まれた。絵画中の足先や靴は下半身や女性器の暗喩として、直接裸婦を描くことなく鑑賞者のエロティシズムを喚起した。
19世紀のヨーロッパでは、ヌード絵画や彫刻が宮廷から市民社会へと進出したが、その過程で様々な抵抗を受けた。イギリスでは、ギリシャ・ローマといった古典古代への関心の高まりや、都市化や産業化による健康悪化への懸念、理性至上主義や懐疑主義による精神の虚無への反省、国民の身体を剛健なものにするという軍事的必要からヌードへの関心が高まったが、一方では宗教や道徳あるいは社会改良の立場からヌードやわいせつ物が攻撃された。またしばしば美術館や写真店がヌード作品の展示により非難を浴びた。特に1857年の猥褻出版物取締法制定後には、どこからが芸術でどこからがわいせつかという区別が論争の種になった。1885年にはロイヤルアカデミーなどへのヌード絵画の出品が目に余るとする匿名の婦人が「タイムズ」に投書を寄せ、ヌード作品により観客は気分を害され、しかも若い女性がヌードモデルとなることで観客の好色の目にさらされ堕落する危険があるとして展覧会のボイコットを訴えた。これに対し、多くの新聞を舞台に芸術家と運動家との間でヌード作品の存在意義をめぐる論戦が起きた。ヴィクトリア朝時代には画家らは神話や古代の舞台を借りて官能的なヌードを描いたものの、20世紀の前半にはこうした作品は慣習的なアカデミズムや上品ぶった中の淫らさへの関心などがやり玉にあげられ、長い間冷遇された。
日本では明治以降、ヨーロッパからヌードデッサンが芸術教育に採り入れられたが社会の抵抗は大きく、初期の裸体画（例えば黒田清輝の『朝妝』）は未成年閲覧禁止措置が取られた。また第二次世界大戦後には『チャタレイ夫人の恋人』の翻訳出版をめぐるチャタレー事件、『四畳半襖の下張』の雑誌掲載をめぐる四畳半襖の下張事件などが起きている。

## 詳細
エロティカの中には様々なサブジャンルがある。たとえばエロチックなフィクションのなかでも、サイエンス・フィクション、ファンタジー、ホラー、ロマンスなど特定のサブジャンルに属するものがある。他の作品の中のキャラクターを使ってファンが二次制作するファン・フィクションのうち、男性キャラクター同士を結び付けるものはスラッシュ・フィクション（あるいはやおい作品）と呼ばれる。
さらに、エロティカの中にはキンクやフェティシズムに焦点をあてたもの（例えばボンデージ・ディシプリン・サディズム・マゾヒズムのような嗜虐的性向の総称であるBDSM、制服フェティシズム、異性装、思春期以下の少年少女や老人に対する性愛など）もある。
1960年代のウーマン・リブ、フェミニズムは左翼のイメージが強く、一部は性の解放、性革命に賛成的な立場を取っていた。しかし70年代半ば以降、世界が保守化するとともに、一部のフェミニストも保守化してしまった。アンドレア・ドウォーキンらのポルノに反対する右派ラジカル・フェミニストは、ポルノそのものの排除と表現弾圧を主張した。これは、ロナルド・レーガンのチャイルド・アビューズ法など、右派の政治家が望む表現の自由への弾圧と完全に一致する。右派フェミニストの主張は、合衆国憲法など、先進国の憲法に違反していた。
グロリア・スタイネムは、性描写を含む表現物の中でも女性差別的な価値観に基づくポルノグラフィと男女平等で友好的な性愛を追求するエロティカを区別し、前者を批判しながらもエロティカという形で「女性が性差別的な価値観を押し付けられることなく（広い意味での）ポルノグラフィを楽しむことができる可能性」を提示した。またフェミニストの中にも既存の性秩序への破壊力をポルノに認め、ポルノ一般に寛容な立場もある。